# Americani (film)
Americani (Glengarry Glen Ross) è un film drammatico del 1992 diretto da James Foley con Jack Lemmon e Al Pacino, tratto dalla pièce Glengarry Glen Ross di David Mamet che ne ha anche scritto l'adattamento cinematografico.

## Trama
In un'agenzia immobiliare di New York supervisionata da John Williamson, ai quattro dipendenti vengono dati dei contatti di potenziali acquirenti, con il compito di far loro firmare dei contratti di vendita di alcune proprietà. Una sera arriva in agenzia Blake, dipendente di Mitch & Murray (proprietari dello studio), inviato per fare da motivatore: per risollevarsi da una difficile situazione economica, l'agenzia, tramite le parole di Blake, lancia una sfida a tutti i suoi dipendenti. Chi riuscirà a vendere di più avrà in premio una Cadillac Eldorado e nuovi contatti, il secondo riceverà un servizio di coltelli da bistecca, per tutti gli altri licenziamento imminente. Si scatena il panico e l'ira tra i dipendenti, ognuno dei quali è costretto ad affrontare una serie di problemi.
Ricky Roma, grande venditore e primo in classifica, è assente durante la riunione perché si trova nel locale di fronte, per convincere un potenziale cliente, James Lingk, ad acquistare una serie di proprietà stordendolo con la sua parlantina. Dave Moss, polemico e pessimista, e George Aaronow, insicuro e ultimo della classifica, discutono sull'eventualità di irrompere nottetempo nell'agenzia, entrare nell'ufficio di Williamson e rubare i nuovi contatti, in modo tale da venderli alla concorrenza per un cospicuo pagamento. Shelley "la Macchina" Levene, un tempo il miglior venditore dell'agenzia, sta attraversando un periodo di crisi: sua figlia è in ospedale e non può permettersi, economicamente parlando, di farla restare ancora a lungo. Inoltre, già da un po' di tempo, Levene ha perso il suo tocco magico: non riesce più a concludere una vendita e a chiudere i contratti.
Il mattino dopo i quattro venditori tornano in ufficio e scoprono che qualcuno ha rubato i nuovi contatti, i contratti di vendita e i telefoni. Williamson obbliga i quattro dipendenti a sottostare uno per uno a un interrogatorio della polizia nel suo ufficio. Dopo l'interrogatorio, Moss se ne va via furioso e inveisce a gran voce contro Roma, il "primo della classe". Durante l'interrogatorio di Aaronow, Lingk arriva in ufficio dicendo a Roma che sua moglie vuole cancellare l'accordo fatto con lui la sera prima al locale. Roma, pur di mantenere la fiducia che Lingk ha per lui, gli dice che l'assegno non è ancora stato inviato alla banca e che quindi c'è ancora tempo per convincere sua moglie a non cancellare niente. Williamson, ignaro del piano di Roma, esce dal suo ufficio e rivela a Lingk che l'assegno è stato già inviato alla banca. Lingk esce dall'agenzia dichiarando di ricorrere per vie legali e Roma, prima di recarsi nell'ufficio per l'interrogatorio, si accanisce verso Williamson per i 6000 dollari di commissioni persi, dandogli dell'incompetente e dell'infame.
L'arrivo di Lingk nell'agenzia, era stato preceduto da Levene, fiero di una vendita di oltre 80 mila dollari portata a termine quella mattina stessa. "La Macchina" aveva assistito all' errore commesso da Williamson e ne approfitta per prendersi gioco di lui, il quale la sera prima lo aveva schernito. Senza volerlo però, rivela di sapere che Williamson in verità non aveva mai portato in banca il contratto di Roma, cosa che potrebbe sapere solo chi ha eseguito il colpo. Williamson si accorge dell'errore di Levene perché la sera del furto, invece di portare come sempre i contratti alla banca, era tornato a casa. Il supervisore costringe Levene a confessare e a dichiarare che è stato proprio lui, su consiglio di Moss, ad eseguire il furto. Inoltre Williamson dice a Levene che i coniugi con i quali ha chiuso il contratto quella mattina, i signori Nyborg, sono in realtà in completa bancarotta e si divertono a prendersi gioco dei venditori. L'assegno che hanno dato a Levene è pertanto fasullo. Levene, abbattuto dalla notizia, chiede a Williamson perché ci tiene così tanto a rovinarlo e lui gli risponde: «Semplicemente è perché mi stai sui coglioni». Levene cerca di muovere a compassione Williamson menzionandogli la figlia in ospedale, ma Williamson lo manda crudelmente a quel paese e ritorna nel suo ufficio per rivelare quanto ha saputo alla polizia. Ignaro della colpevolezza di Levene, Roma esce dall'ufficio del supervisore e propone al suo collega e mentore di formare una società d'affari, un secondo prima che Levene venga convocato nell'ufficio di Williamson. Levene entra, sconfitto, nell'ufficio per sottostare all'interrogatorio.

## Produzione
Il film fu prodotto dalla GGR, New Line Cinema e Zupnik Cinema Group II. La lavorazione durò 39 giorni.

## Distribuzione
Prima di uscire in sala, il film venne presentato in alcuni festival internazionali, in Francia, Italia e Canada: nel settembre 1992, partecipò al Festival del cinema americano di Deauville, alla Mostra del Cinema di Venezia e, il 16 settembre, al Toronto International Film Festival.
Distribuito dalla New Line Cinema, il film fu presentato in prima negli USA il 29 settembre, partecipando subito dopo, in ottobre, al Valladolid International Film Festival.

### Slogan promozionali
- «The hardest thing in life is sell»
- «A Story For Everyone Who Works For A Living.»
- «Lie. Cheat. Steal. All In A Day's Work.»
- «Amici veri. Amici generosi. Amici per la pelle. Degli altri.»

## Riconoscimenti
- 1993 - Premio Oscar
  - Nomination Miglior attore non protagonista a Al Pacino
- 1993 - Golden Globe
  - Nomination Miglior attore non protagonista a Al Pacino
- 1993 - Chicago Film Critics Association Award
  - Nomination Miglior attore non protagonista a Al Pacino
- 1992 - Festival di Venezia
  - Miglior interpretazione maschile a Jack Lemmon
- 1992 - National Board of Review Award
  - Migliori dieci film
  - Miglior attore protagonista a Jack Lemmon
- 1992 - Seminci
  - Miglior cast
- 1993 - Writers Guild of America
  - Nomination Migliore sceneggiatura non originale a David Mamet